# Sven Beuckert
Sven Beuckert (* 12. Dezember 1973 in Stollberg) ist ein ehemaliger deutscher Fußballspieler, der jetzt als Torwarttrainer arbeitet.

## Karriere
Er begann bei der BMK Oelsnitz mit dem Fußballspielen und wechselte dann zur TSG Stollberg (bis 1988). Erste wichtige Station danach war der FC Erzgebirge Aue, wo er 1992 sein erstes Freundschaftsspiel für die erste Mannschaft absolvierte. Sein erster Einsatz in einem Meisterschaftsspiel erfolgte jedoch erst im Mai 1994 unter Trainer Lutz Lindemann. Zum Ende der Saison 1994/95 kam Sven Beuckert schon mehrfach zum Einsatz. Als im Sommer 1995 Ralf Minge den Cheftrainer-Posten bei den Veilchen übernahm, wurde der Wechsel auf der Torhüterposition endgültig vollzogen. Jörg Weißflog hatte bei Minge keine Chance mehr und wechselte für eine kurze Zeit 1996 zum Chemnitzer FC. Sven Beuckert aber wurde die unangefochtene Nr. 1 im Lößnitztal.
Vom FC Erzgebirge Aue wechselte Sven Beuckert 2000/01 zum 1. FC Union Berlin. Zunächst spielte er als Stammtorwart in der Regionalliga (36 Spiele), der Aufstieg in die 2. Bundesliga gelang und man erreichte das Endspiel des DFB-Pokals gegen Schalke 04 (0:2). Da Schalke in der Champions League spielte, trat Union in der folgenden Saison 2001/02 als Zweitligist im UEFA-Pokal an. Beuckert machte vier UEFA-Pokal-Spiele und 32 Spiele in der 2. Bundesliga der Saison 2001/02. In der folgenden Saison verlor er nach einem Trainerwechsel seinen Stammplatz (nur 13 Spiele in der 2. Bundesliga) an Robert Wulnikowski, weshalb er sich dazu entschloss, den Verein nach der Saison 2002/03 zu verlassen.
Beuckert spielte seit der Saison 2003/04 in der 2. Bundesliga beim MSV Duisburg. In dieser Zeit war er immer Ersatztorwart hinter Dirk Langerbein oder Georg Koch. In seinen ersten beiden Jahren beim MSV spielte er nur einmal, am 28. August 2005 dem 22. Spieltag der Saison 2004/05 bei der 0:1-Niederlage gegen den TSV 1860 München.
Duisburg gelang in der Saison 2004/05 der Aufstieg in die 1. Bundesliga. Im Spiel des MSV Duisburg gegen Borussia Dortmund am dritten Spieltag der Saison 2005/06 ersetzte er ab der 65. Minute den verletzten Stammtorhüter Georg Koch. Das Spiel endete 1:1, Beuckert musste aber keinen Gegentreffer hinnehmen.
Am 22. Juni 2009 wurde Beuckert von einem durchgehenden Pferd der rechte Daumen abgerissen. In einer dreieinhalbstündigen Operation konnte der Daumen erfolgreich wieder angenäht werden. Beuckert plante die Fortsetzung seiner Karriere zur Saison 2010/11, beendete dann aber doch seine Laufbahn. Mitte November 2011 wurde er vom MSV Duisburg als Torwarttrainer verpflichtet. Außerdem war er zwischen 2009 und 2012 als Marketingleiter beim Frauen-Bundesligisten FCR 2001 Duisburg tätig.

## Größte Erfolge
- DFB-Pokal-Finalist 2001 mit dem 1. FC Union Berlin
- Aufstieg in die 2. Bundesliga 2001 mit dem 1. FC Union Berlin
- UEFA-Pokal-Teilnahme 2002 mit dem 1. FC Union Berlin
- Bundesliga-Aufstieg 2005 und 2007 mit dem MSV Duisburg